# Hosein Jarrazí
Hosein Jarrazí (en persa: حسین خرازی tr. Hoseyne Xarrâzi, n. en 1957 en Isfahán, Irán – m. el 27 de febrero de 1986 en la región de Shalamche, Juzestán, Irán) fue un militar iraní que commandó la 14a División del Imán Hosein durante la Guerra Irán-Irak (1980-1988). Se destacó en operaciones durante la contienda, sobre todo la Operación Amanecer 8 en la que capturó a tropas de la Guardia Republicana Iraquí en la península de Al-Faw, y en la Operación Karbala 5, en la que siendo comandante de las fuerzas de vanguardia murió por un charnel de una bomba de mortero.

## Vida
Durante su adolescencia se interesó en publicaciones religiosas. Jarrazí participó en congregaciones religiosas y cuestiones teológicas. Esto se incrementó durante las campañas contra el Sha Mohammad Reza Pahlevi y se interesó por las circunstancias políticas contemporáneas. Prestando su servicio militar fue a Dofar, desertó del ejército en 1978, según la dirección del Ayatolá Jomeini y se unió a los revolucionarios de la Revolución iraní de 1979.  

## La Guerra Irán-Irak
Su primer mando considerable fue en la región de Darjovin para cerrar la carretera Abadán-Ahwaz, conocida como el León fronterizo. En la batalla las tropas iraníes resistieron al Ejército de Irak por 9 meses. Durante la Operación Tariq al Qods la Brigada del Imán Hosein se reorganizó como una división con Jarrazí como general de división.  Sus tropas participaron en las operaciones Fath ol Mobin y Beit ol-Moqaddas por la Segunda Batalla de Jorramchar. Como comandante se involucró en las operaciones Ramadán, Amanecer 4 y Khaybar (de la que formó parte la Batalla de las Marismas) en la que perdió un brazo; en la Operación Amanecer 8 sus tropas vencieron a los iraquíes. Durante la Operación Karbala 5 su división fue la punta de lanza iraní.   
Karbala 5 fue su última operación. Bajo el fuego de la artillería pesada iraquí se hizo crítico el abastecimiento de comida. Él tomó la responsabilidad directa de proveer comida y durante esto una bomba de mortero explotó y lo mató.